# Whitea coniceps
Whitea coniceps är en insektsart som beskrevs av Marius Descamps 1977. Whitea coniceps ingår i släktet Whitea och familjen Thericleidae. Inga underarter finns listade i Catalogue of Life.